# Karapapak
Karapapak (o Karapapakh, que vol dir Barret Negre) és un poble turc de llengua oghuz occidental, molt semblant a l'àzeri. A la Unió Soviètica els karapapak foren considerats una branca dels àzeris i a Turquia la seva llengua fou substituïda al segle XX pel turc. El nom alternatiu és Terekeme o Tarakama (derivat de "Turcman" o "Turkmen", que voldria dir turcs oghuz)
Vivien al nord d'Armènia a la frontera amb Geòrgia però van emigrar el 1828 i una part es va establir prop de Kars i una altra a Sulduz a l'Iran. Al districte de Kars formaren el 15% de la població (21.652 el 1883); encara que els sunnites eren majoria, els xiïtes eren més del 40%. A Rússia el 1897 eren 29.879 que van passar a 39.000 el 1910. Després de la pèrdua de Kars només van restar a la nova Unió Soviètica 6.316 (1926). Dels que vivien fora de Turquia el 70% vivia a Pèrsia (uns 15000) i la resta a la Unió Soviètica (30%), mentre a Turquia la nacionalitat fou suprimida. El 1944 els karakapakh, els meskhetis (georgians turquitzats), els khemshins (armenis turquitzats) i els kurds, turcmans i turcs de Meskhètia. Tots aquests grups van ser catalogats com meskhetis. El nombre actual és desconegut. Vivien a l'Iran, Azerbaidjan i Geòrgia i alguns a Rússia; els de Turquia estan assimilats.